# Port du canal de Dijon
Le port du canal de Dijon est un  port de plaisance fluvial et ancien port  de commerce du XIXe siècle, sur le canal de Bourgogne, à Dijon en Côte-d'Or en Bourgogne-Franche-Comté.

## Historique
En 1773, le roi Louis XV de France ordonne la création du canal de Bourgogne pour relier l’Yonne et la Saône, et Paris à la mer Méditerranée. Alors que la première pierre du canal est posée en 1784 par le prince de Bourbon-Condé à Saint-Jean-de-Losne, le parlement de Bourgogne approuvent le plan du port de Dijon, dessé par l'ingénieur Gauthey, prévu à l'emplacement du cimetière de l'hôpital général et sur un terrain appartenant au séminaire. S'en suivent quelques années de construction jusqu'à la mise en service de la section du canal de Dijon à Saint-Jean-de Losne en 1808. Un obélisque, érigé au centre de l'emprise du port commémore la construction du canal de Bourgogne.

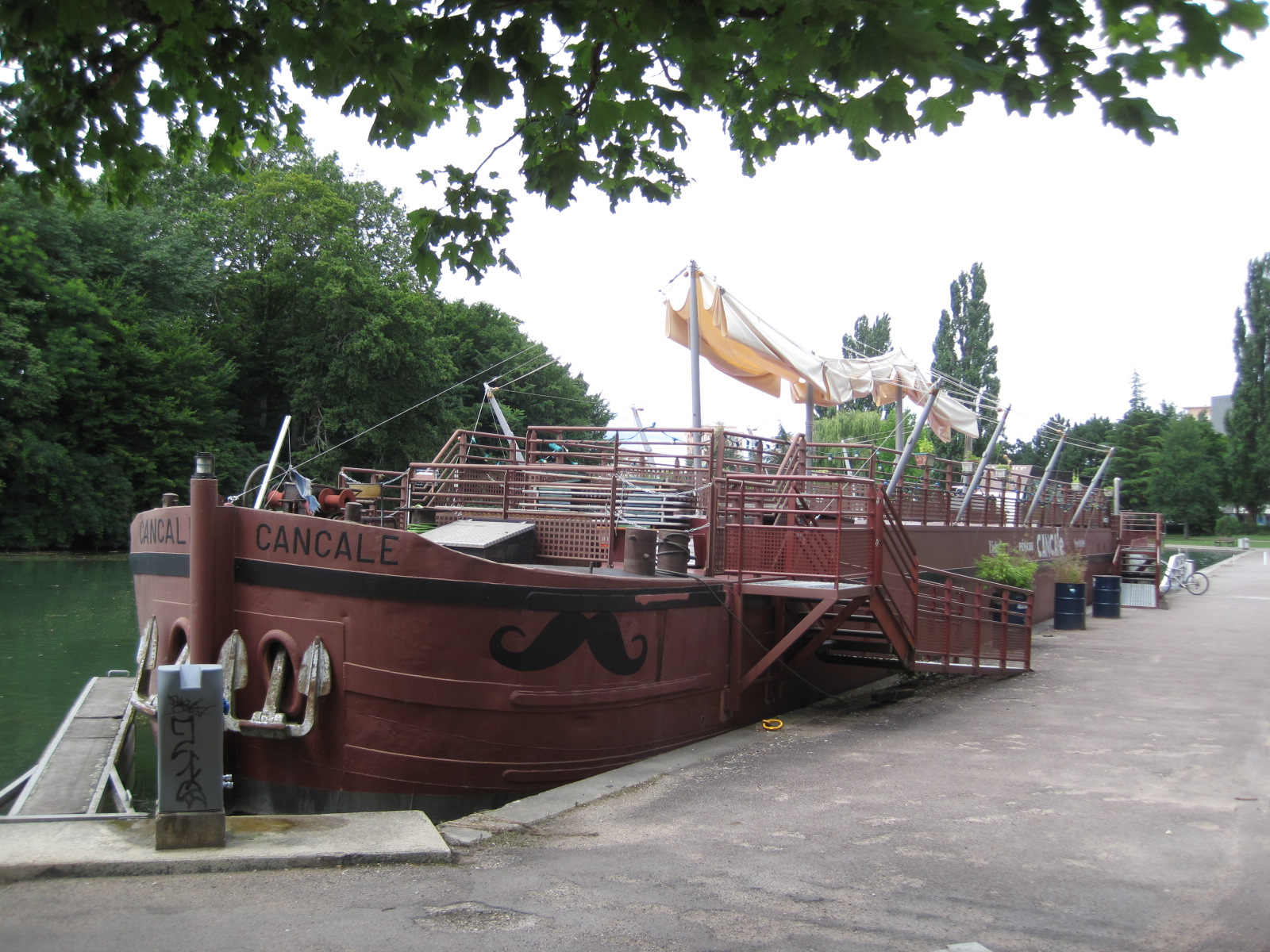
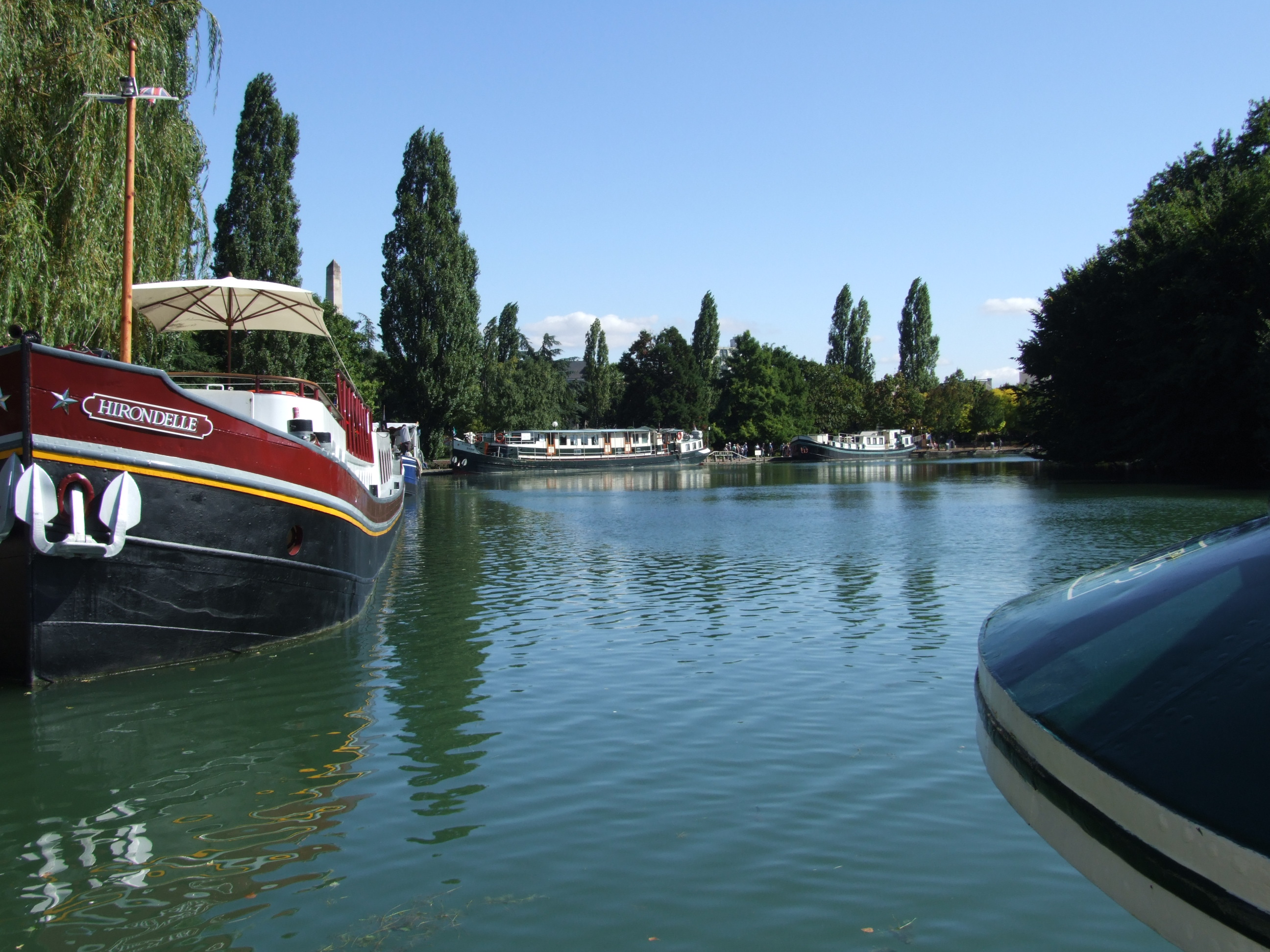

En 1832 le canal et le port commercial sont ouverts au transport fluvial des péniches et sont à l'origine d'une importante activité commerciale. Il est progressivement amélioré: construction d'un mur de soutènement sur la rive droite du bassin à partir de 1845, clôtures et "cabinets d'aisance" en 1888.Peu à peu, le port devient un site dévolu à la logistique avec la construction d'entrepôts autour du bassin. Le canal sert surtout au transport de marchandise vers Dijon, avec entre 1900 et 1926 un maximum de 107 024 tonnes de marchandises débarquées en 1912 contre un maximum de 17 456 expédiées en 1901.

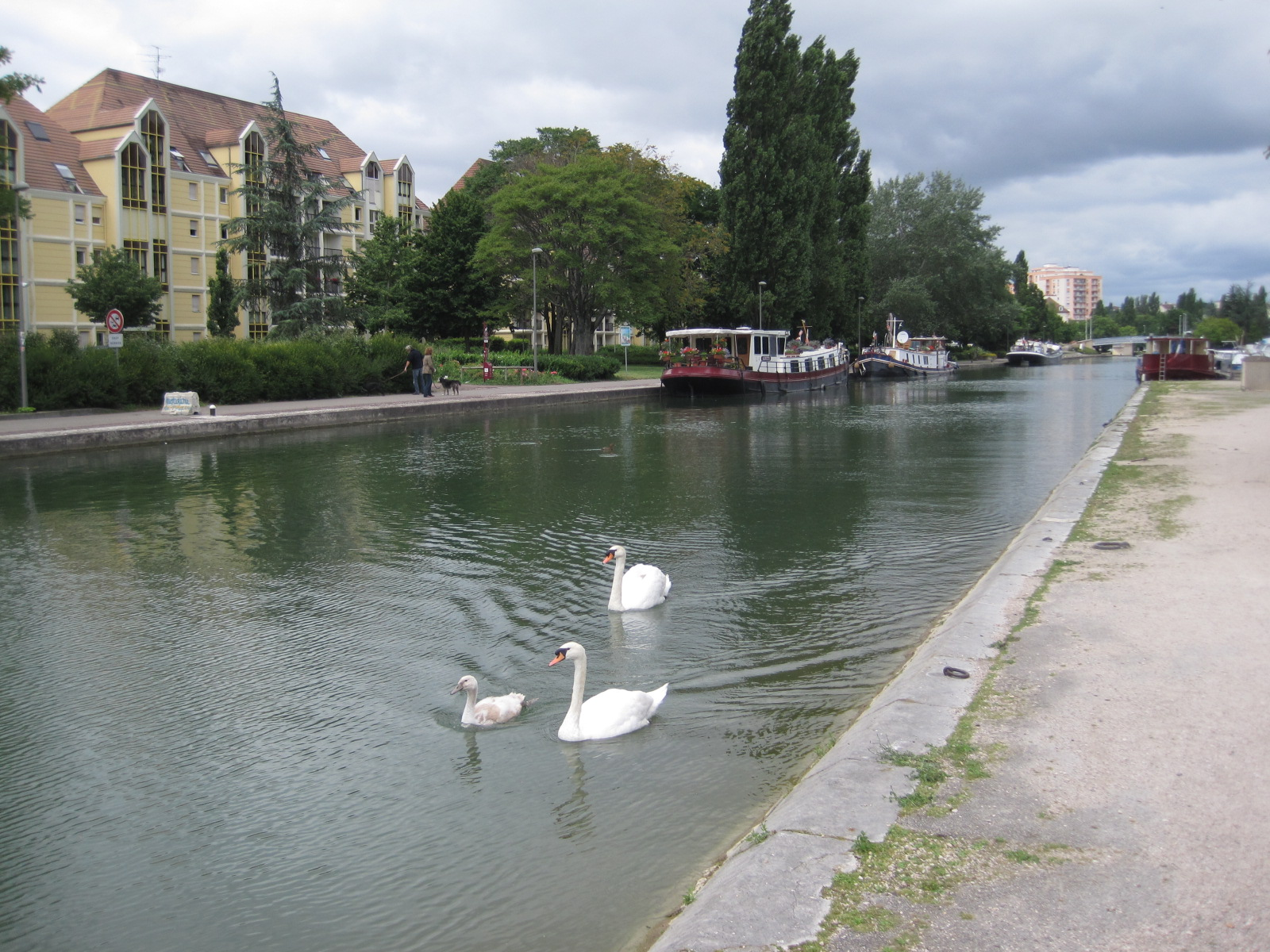
Cygnes
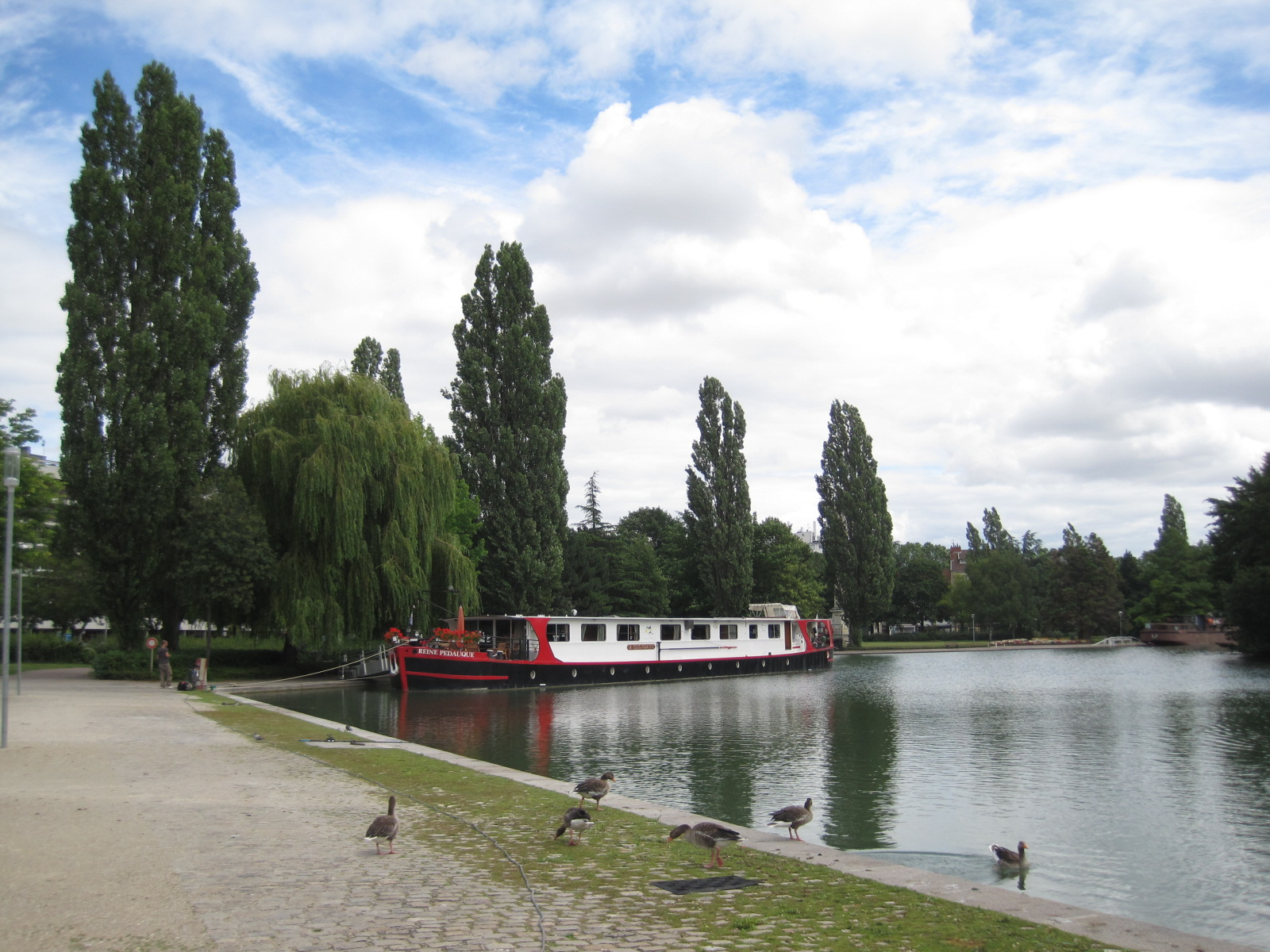
Canards

Entre 1979 et 1984, le port est transformé en port de plaisance ouvert au tourisme fluvial, avec un bassin de 3 hectares et un jardin d’agrément aménagé par André Holodynski. Le port est à nouveau réaménagé en "parc urbain" renommé parc Gustave Eiffel entre 2024 et 2025.

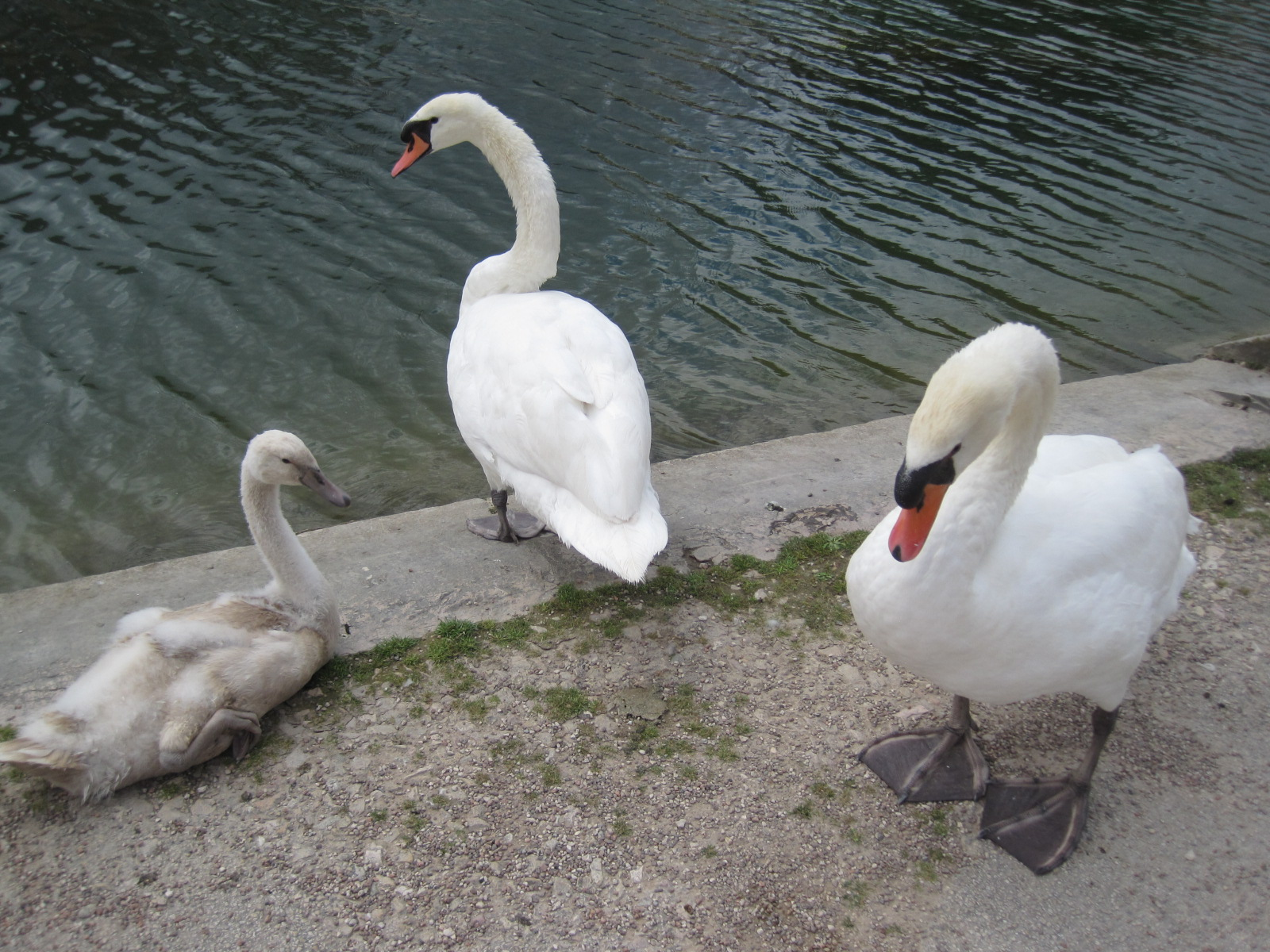
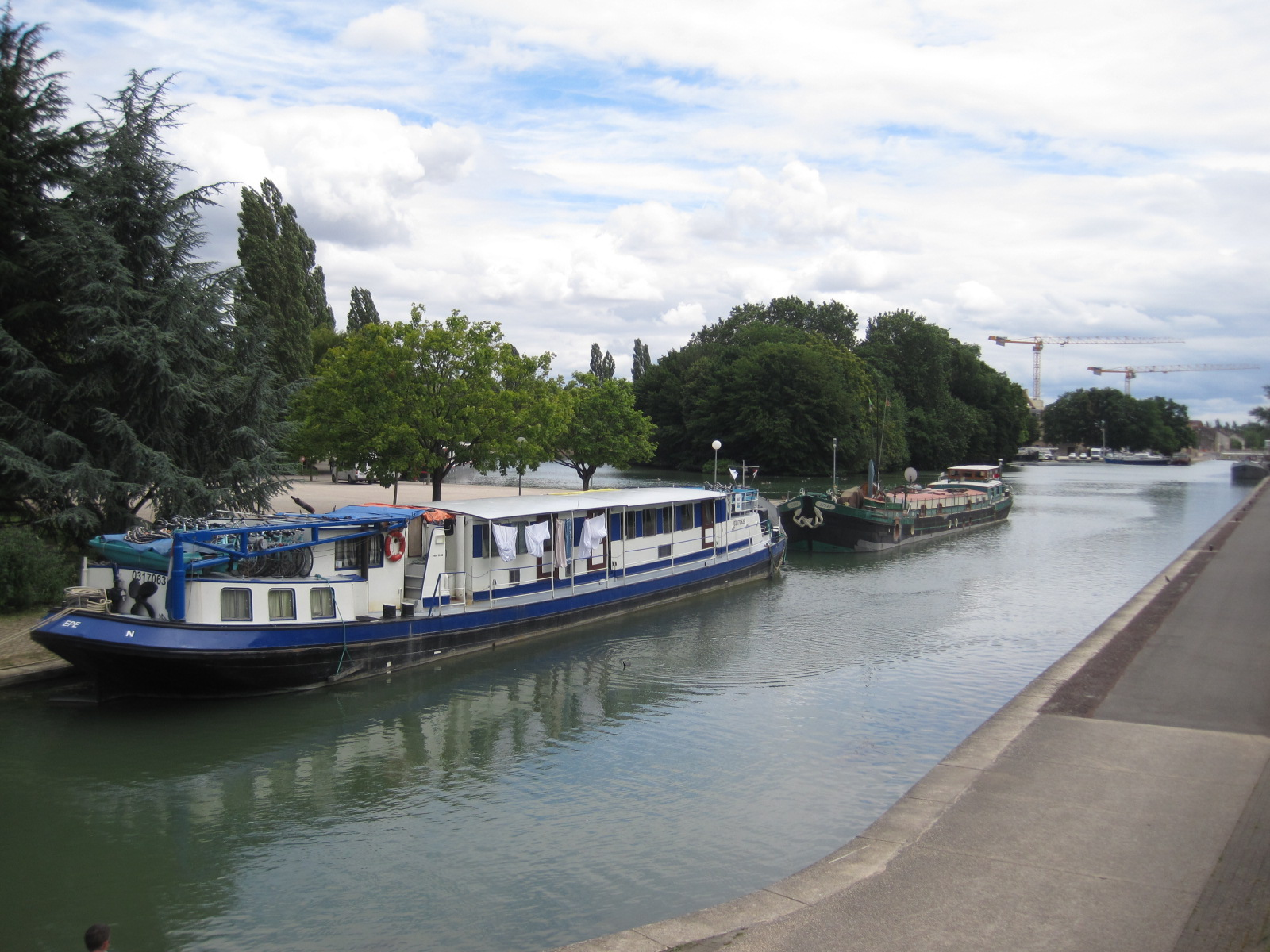
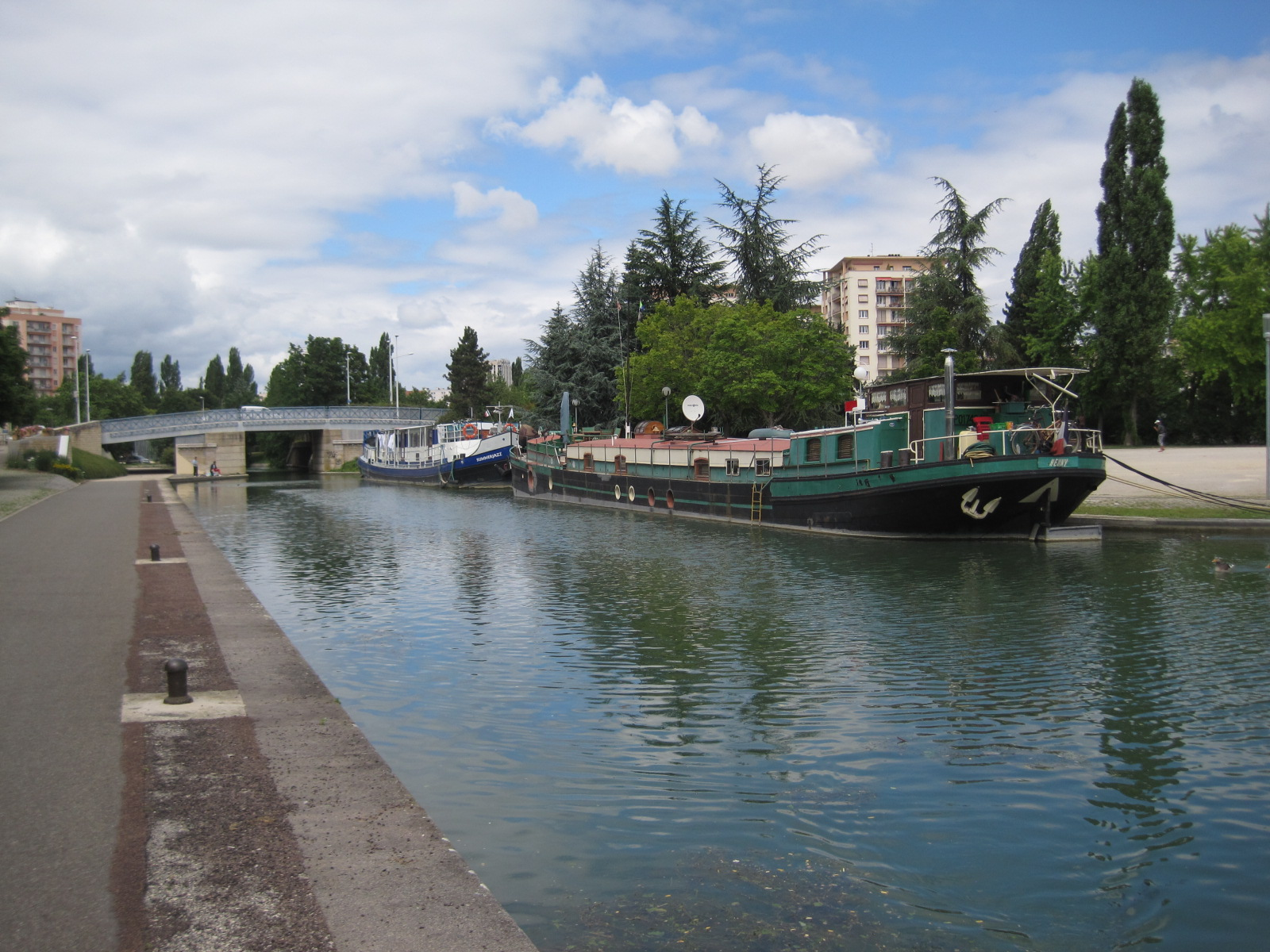
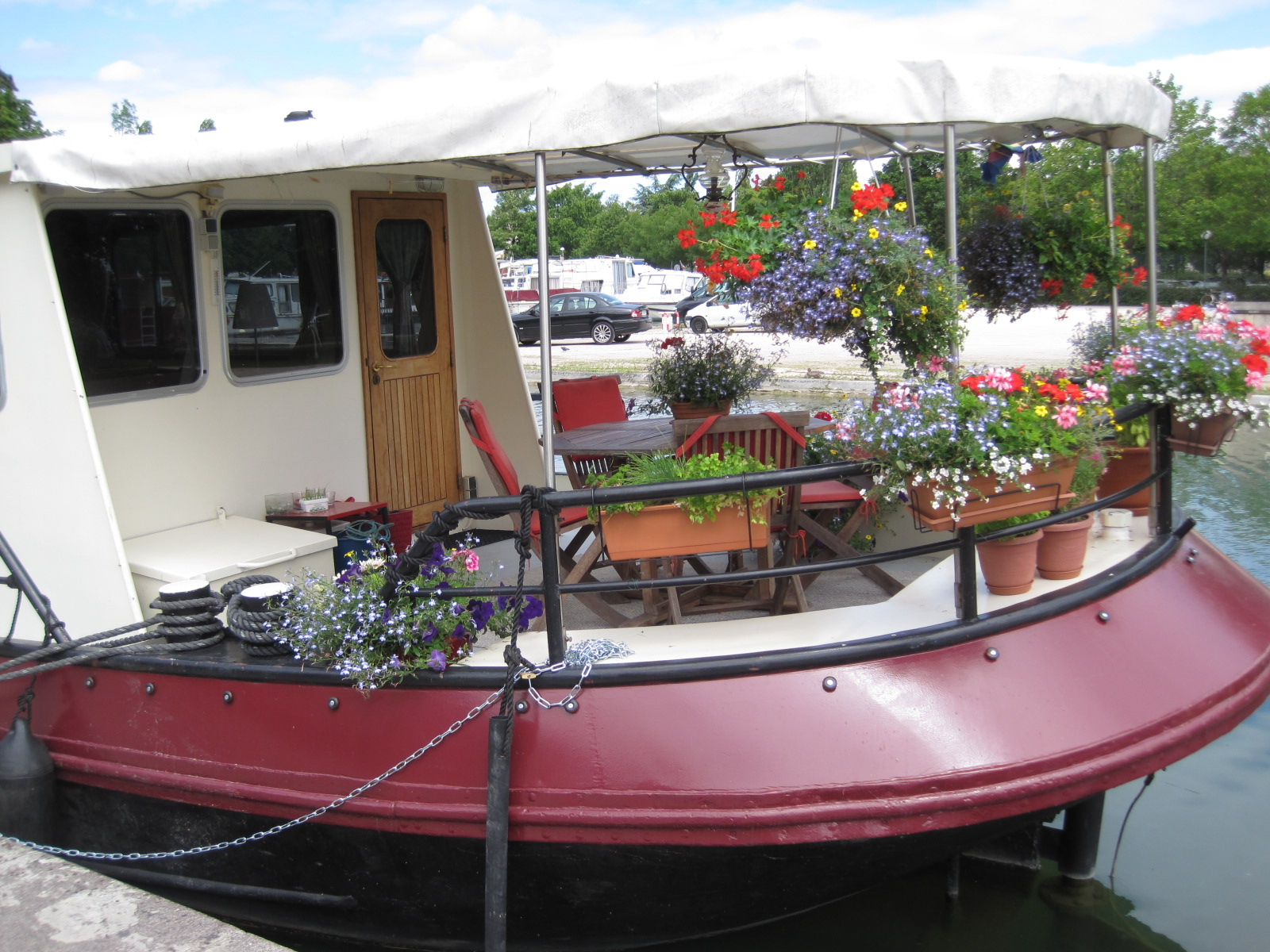
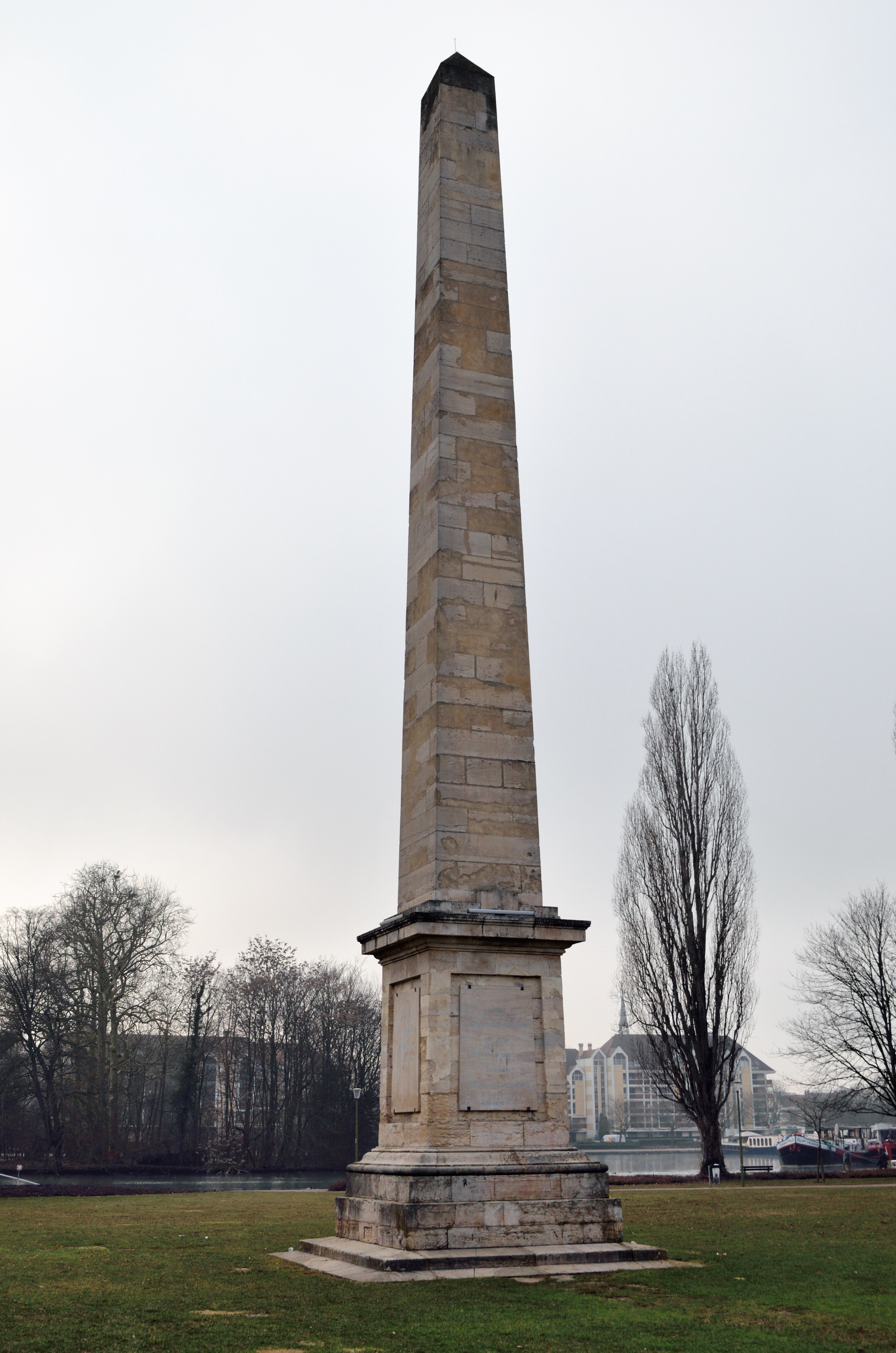

## Description
Le port représente une surface totale de 7 ha, dont 3 ha de plan d'eau, comprenant au milieu une île au centre, classée réserve naturelle. L'ensemble aménagé autour d'un bassin hexagonal, se déploie symétriquement autour d'un axe passant par l'obélisque. D'abord réservé à la logistique, les entrepôts font place à la fin des années 1970 à un espace vert, à nouveau réaménagé en 2024-2025 en partenariat avec VNF.